# لياندرو غوميز (سياسي)
لياندرو غوميز (بالإسبانية: Leandro Gómez)‏ هو سياسي أوروغواني، ولد في 13 مارس 1811 في مونتفيدو في الأوروغواي، وتوفي في 2 يناير 1865 في بايساندو في الأوروغواي. حزبياً، نشط في الحزب الوطني (الأوروغواي).